# 434 a.C.
Il 434 a.C. (CDXXXIV a.C. in numeri romani) è un anno  del V secolo a.C.

## Eventi
- Roma: 
  - Consoli Gaio Giulio Iullo III e Lucio Verginio Tricosto II
  - dittatore Mamerco Emilio Mamercino II